# Hourglass Buttress
Hourglass Buttress (englisch für Stundenglaspfeiler) ist ein 2790 m hohes Felsmassiv im westantarktischen Marie-Byrd-Land. In den La Gorce Mountains des Königin-Maud-Gebirges ragt es 5,5 km westlich des Beard Peak auf.
Der United States Geological Survey kartierte es anhand eigener Vermessungen und Luftaufnahmen der United States Navy aus den Jahren von 1960 bis 1964. Wissenschaftler der Arizona State University nahmen im Rahmen des United States Antarctic Research Program zwischen 1980 und 1981 geologische Studien vor. Seinen Namen verdankt es einer Schneerinne an der Frontseite, die in ihrer Form an ein Stundenglas erinnert.